# Phare Concordia
Le phare Concordia, ou phare limítrofe enfilación Concordia, est un phare situé dans le nord du Chili à Arica ( Région d'Arica et Parinacota au Chili. Il se situe à environ 30 km au sud de la frontière du Pérou. Il est inauguré en 1972 et est la propriété de la Marine chilienne.
Il est géré par le Service hydrographique et océanographique de la marine chilienne.

## Généralités
Le phare s'élève à une hauteur de 42 mètres au-dessus du niveau de l'océan. 

## Description
Construit en 1972, sa structure se compose d'une tour pyramidale à bandes rouges et blanches horizontales. Le phare a une hauteur de 22 mètres et est visible à 14 milles nautiques. Il émet un flash vert toutes les 5 secondes.

## Codes internationaux
- ARLHS : CHI-101
- Amirauté : G1987
- NGA : 111-1020 .